# Gudrun Schittek
Gudrun Schittek (* 31. Oktober 1956 in Bremen) ist eine deutsche Politikerin (Bündnis 90/Die Grünen).

## Leben
Gudrun Schittek absolvierte ein Medizinstudium an der Universität Hamburg von 1976 bis 1982 mit Promotion 1985. Sie ist als Fachärztin für Frauenheilkunde und Geburtshilfe niedergelassen.
Schittek trat 2012 in die Partei Bündnis 90/Die Grünen ein. Sie hat seit 2014 ein Mandat in der Bezirksversammlung Harburg inne. Bei der Bürgerschaftswahl in Hamburg 2020 erhielt sie ein Direktmandat im Wahlkreis Süderelbe in der Hamburgischen Bürgerschaft.